# Teucrium canadense
Teucrium canadense är en kransblommig växtart som beskrevs av Carl von Linné. Teucrium canadense ingår i släktet gamandrar, och familjen kransblommiga växter.

## Underarter
Arten delas in i följande underarter:
- T. c. canadense
- T. c. hypoleucum
- T. c. occidentale

## Bildgalleri

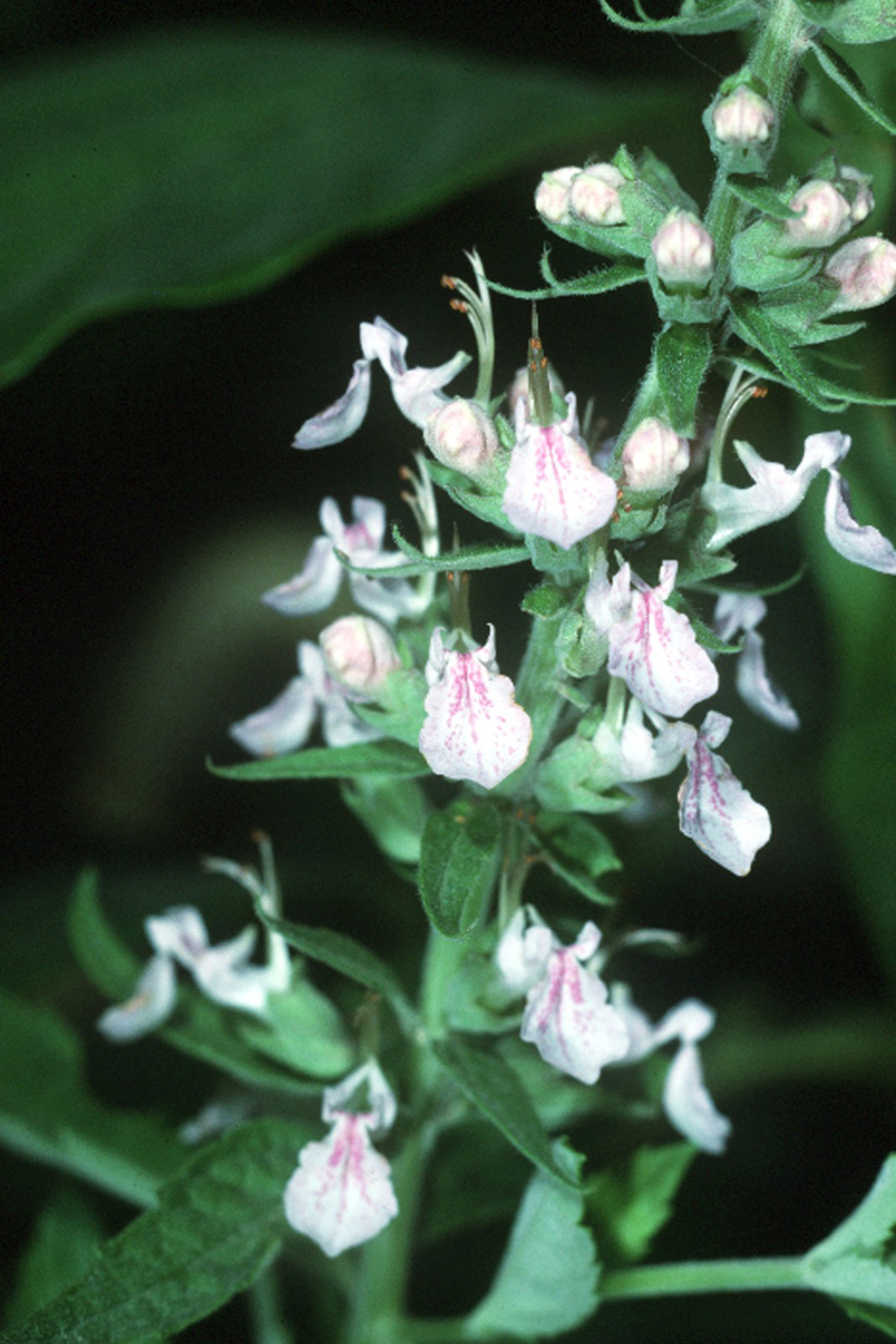